# Gesellschaft für biologische Anthropologie, Eugenik und Verhaltensforschung
Die Gesellschaft für biologische Anthropologie, Eugenik und Verhaltensforschung (GfbAEV) ist ein rechtsextremer eingetragener Verein mit Sitz in Ellerau.

## Geschichte
Gegründet wurde der Verein 1962 von Wilhelm Weis (1892–1980) als Deutsche Gesellschaft für Erbgesundheitspflege e.V. in Hamburg. Weis war seit 1918 Anhänger der Deutschgläubigen Gemeinschaft und blieb bis zu seinem Tod dieser Überzeugung treu. Von 1962 bis 1972 war er Vorsitzender der Gesellschaft, die ab 1964 als Organ die Zeitschrift Erbe und Verantwortung – Eugenische Rundschau herausgab. Weis war Schriftleiter der Zeitschrift. Als er 1972 sein 80. Lebensjahr vollendete, gab er den Vorsitz an Jürgen Rieger weiter. Der Wechsel zu Rieger hatte auch eine Umbenennung der Gesellschaft und ihrer Zeitschrift zur Folge. Ab 1972 hieß der Verein Gesellschaft für biologische Anthropologie, Eugenik und Verhaltensforschung. Die Zeitschrift wurde in Neue Anthropologie – Erbe und Verantwortung umbenannt. Von 1972 bis 1978 blieb Weis zweiter Vorsitzender des Vereins. Die Gesellschaft wurde von August 1971 bis 1974 als Arbeitskreis Humangenetik des Weltbundes zum Schutz des Lebens geführt. Dies erfolgte während der Präsidentschaft von Max Otto Bruker im Weltbund zum Schutz des Lebens. Bruker firmierte gleichzeitig als Wissenschaftlicher Beirat der Gesellschaft.

## Ziele
Die Forderungen der GfbAEV orientieren sich an der nationalsozialistischen Rassenideologie und Rassenhygiene. 
Die Gesellschaft hat einen wissenschaftlichen Beirat, in den Rechtsextreme wie Rolf Kosiek, Hans Georg Amsel, Hans-W. Hammerbacher, Alain de Benoist und Günther Schwab berufen wurden. Weitere Mitglieder des Beirats in der Zeit von 1972 bis 1981 waren unter anderem Karl Thums, Wolfgang Gröbner, Max Otto Bruker und Friedrich Ritter.
Die Gesellschaft wurde in verschiedenen Landes-Verfassungsschutzberichten als rechtsextreme Organisation aufgeführt und vom Bundesamt für Verfassungsschutz beobachtet.